# Туан, Марк
Марк Йен Туан (кор. 마크투안, кит. 段宜恩; род. 4 сентября 1993 года, более известный как Марк Туан или мононимно как Марк) — американский рэпер, певец, танцор и модель.

## Биография
Марк родился 4 сентября 1993 года в Лос-Анджелесе, штат Калифорния, и провёл несколько лет в Парагвае и Бразилии, прежде чем его семья вернулась в Америку. Его отец, Реймонд Туан, тайваньского происхождения, мать, Дорин Туан, также с Тайваня; в семье также есть две старших сестры (Тамми и Грейс) и младший брат (Джоуи). В начальной школе Марк учился играть на скрипке и фортепиано, а в старшей школе обучался игре на гитаре.
Туан посещал Среднюю школу Аркейдии в Аркейдии. В 2010 году в школе он был замечен агентом JYP Entertainment и приглашён на прослушивание. Изначально у Марка не было желания начинать музыкальную карьеру, однако после уговоров семьи и друзей попробовать себя он решил пройти кастинг. После успешного прохождения Туан бросил школу, которую посещал до 10 класса. В августе 2010 года он переезжает в Корею, где в течение года учит акробатику, а потом в течение двух лет изучает боевые искусства.

## Карьера

### 2012—18: Предебют и дебют в Got7
В 2012 году Марк сыграл эпизодическую роль в дораме «Одержимые мечтой 2» производства JYP, где также приняли участие Джейби и Чжинён, его будущие одногруппники. Год спустя он появился в четвёртом эпизоде реалити-шоу «WIN: Кто следующий?», где участвовали участники iKON и Winner, которые на момент съёмок были трейни YG Entertainment. Помимо Туана, в шоу также появились Джексон, Бэм-Бэм и Югём. 16 января 2014 года Марк официально дебютировал как участник бойбенда Got7.
С начала 2017 года Марк зарекомендовал себя как модель в Корее, Китае и Таиланде, появившись на обложках многочисленных модных журналов, в числе которых Dazed Korea, Ceci Korea, Grazia, Oh! Boy, Arena Homme+, 1st Look, Chicteen, Sudsapda, Stream, Yoho, Firebible, Jstyle, Beijing Youth Weekly, Nylon, Ele, Allure, Cosmo, The Star, Shinyouth, K-Media, Vogue Korea, GQ Thailand, Sweetdonut, Ginger, Starbox Young, Size, Vogue Thailand, Unnamedideal, Juz! Entertainment, Madame Figaro Mode и т.д. 10 февраля 2018 года вместе с Бэм-Бэмом провёл первый фанмитинг в Таиланде. 13 сентября выпустил видеоклип к своей первой сольной песне «OMW», написанную совместно с Джексоном, которая вошла в альбом группы Present: You. «OMW» стал первым видеоклипом среди артистов JYP, достигшим миллиона просмотров на Naver.

### 2019—настоящее время: Деятельность в Китае и уход из JYP
С 7 апреля по 4 мая 2019 года Марк был ведущим на азиатских шоукейсах Jus2. Ранее, в январе, он стал участником китайского телешоу «Измени свою жизнь», и в апреле одержал победу в номинации «Горячая звезда» на Weibo Starlight Awards в Гонконге. 20 июля Туан провёл свой первый сольный фанмитинг в Нанкине, билеты на который были распроданы менее, чем за минуту. Фанмитинг сопровождался фансайном фотобука «Mark宜夏», выход которого состоялся 30 июня.
11 января 2020 года, в день последнего фанмитинга в Шанхае, Марк выпустил дебютный цифровой сингл «Outta My Head», тем самым дебютировав в качестве сольного артиста в Китае. Его второй сингл «从未对你说过 (Never Told You)» был выпущен в Белый день, а затем стал доступен на Spotify и Apple Music через лейбл Dark Horse Entertainment. С 15 июня по 28 августа 2020 года Туан появился в восьми эпизодах 10-го сезона Huya Super Idol League под именем «Gamer Mark».  10 января 2021 года корейский портал Dispatch сообщил, что все участники Got7, включая Марка, отказались продлевать контракты с JYP, и группа прекратит деятельность на неопределённое время, однако коллектив не расформирован; Туан вернётся в США, где откроет YouTube-канал для индивидуального продвижения и продолжит заниматься музыкой.

## Личная жизнь

### Семья
Выросший в тайваньской семье, Туан владеет английским, корейским, японским и севернокитайским языками.

### Проблемы со здоровьем
В декабре 2018 года Марк получил травму ноги, репетируя движения трикинга для новогоднего выпуска музыкального шоу, в результате чего до конца года он не участвовал в мероприятиях, и на пятом фанмитинге Got7 большую часть концерта выступал сидя.

### Скандал с чатом Чон Чжун Ёна
В июле 2019 года произошёл скандал вокруг южнокорейских интернет-знаменитостей: BJ Чан Бома, BJ Сэ Ён и BJ Ёль Мэ. В чате Kakao Talk (популярного мобильного приложения для переписок) был упомянут Марк, так как он, по слухам, стал случайным свидетелем видео обнажённых девушек в чате Чон Чжун Ёна, а также был другом Чан Бома в прошлом. Туан выпустил официальное заявление, где извинился перед фанатами, а JYP объявили, что примут законные меры против распространения злонамеренных слухов.

### Рекламные контракты
Продвигаясь в четырёх странах (Корея, Китай, Япония и Таиланд), Марк стал представителем многочисленных модных брендов в Китае и Таиланде, как и его одногруппник Бэм-Бэм. В апреле 2019 года Туан стал представителем китайского бренда Davines, Mentholatum Lip Tiara в декабре, Mentholatum Acnes в мае 2020 года и China Unicom в августе того же года.

## Благотворительность
Марк не раз жертвовал денежные средства на благотворительность, в частности, часть дохода от его линии одежды и сингла «从未对你说过 (Never Told You)» пошла в различные благотворительные организации. В феврале 2020 года Туан сделал пожертвование денег на покупку вентиляторов в разгар пандемии новой коронавирусной инфекции в Хубэе. 31 мая он пожертвовал 7 тысяч долларов в фонд памяти Джорджа Флойда и движение Black Lives Matter на фоне протестов в США. В ноябре Марк пожертвовал 1,5 тысячи долларов жертвам тайфуна Вамко.

## Дискография

### Синглы
| Название                           | Год  | Высшие позиции в чартах | Высшие позиции в чартах | Альбом                                               | Продажи         |
| Название                           | Год  | KOR                     | CHN                     | Альбом                                               | Продажи         |
| ---------------------------------- | ---- | ----------------------- | ----------------------- | ---------------------------------------------------- | --------------- |
| «Outta My Head»                    | 2020 | —                       | —                       |                                                      | Китай: 170,938+ |
| «Never Told You» (从未对你说过)    | 2020 | —                       | —                       | Китай: 153,163+                                      |                 |
| One in a million (with Sanjoy Deb) | 2021 |                         |                         |                                                      |                 |
| Last Breath                        | 2021 |                         |                         |                                                      |                 |
| Never Gonna Come Down (with BIBI)  | 2021 |                         |                         | Shang-Chi and The Legend of The Ten Rings: The Album |                 |
| My Life                            | 2022 |                         |                         |                                                      |                 |

### Авторство в песнях
Информация взята с сайта Корейской Ассоциации Звукозаписи (KMCA).
| Название                     | Год                       | Альбом                     |
| ---------------------------- | ------------------------- | -------------------------- |
| «Back To Me»                 | 2015                      | Just Right                 |
| «느낌이 좋아 (Feelin' Good)» | 2015                      | Mad: Winter Edition        |
| «Good»                       | 2015                      | Mad: Winter Edition        |
| «빛이나 (See the Light)»     | 2016                      | Flight Log: Departure      |
| «노잼 (No Jam)»              | 2016                      | Flight Log: Departure      |
| «My Home»                    | 2016                      | Flight Log: Turbulence     |
| «만약에 (If)»                | 2016                      | Flight Log: Turbulence     |
| «아파 (Sick)»                | 2016                      | Flight Log: Turbulence     |
| «Let Me»                     | 2016                      | Flight Log: Turbulence     |
| «Shopping Mall»              | 2017                      | Flight Log: Arrival        |
| «Go Higher»                  | 2017                      | Flight Log: Arrival        |
| «Face»                       | 2017                      | 7 for 7                    |
| «2(Two)»                     | 2018                      | The New Era                |
| «OMW»                        | 2018                      | Present: You               |
| «Higher»                     | 2018                      | Present: You & Me          |
| «Think About It»             | 2018                      | Present: You & Me          |
| «Nightmare»                  | 2018                      |                            |
| 2019                         | «God Has Return + Mañana» | Dye                        |
| «Outta My Head»              | 2020                      |                            |
| «Born Ready»                 | 2020                      | Breath of Love: Last Piece |

## Фильмография
| Год  |     | Русское название   | Оригинальное название | Роль                            |
| ---- | --- | ------------------ | --------------------- | ------------------------------- |
| 2012 | с   | Одержимые мечтой 2 | Dream High 2          | Парень в подтанцовке (1 эпизод) |
| 2015 | с   | Рыцарь мечты       | Dream Knight          | В роли самого себя              |
| 2015 | кор | Святилище          | Sanctuary             | В роли самого себя              |

## Награды и номинации
| Год  | Церемония              | Номинация      | Результат |
| ---- | ---------------------- | -------------- | --------- |
| 2019 | Weibo Starlight Awards | Горячая звезда | Победа    |